# Agapetus selgensis
Agapetus selgensis is een schietmot uit de familie Glossosomatidae. De soort komt voor in het Palearctisch gebied.